# FC Schalke 04
Fußballclub Gelsenkirchen-Schalke 04 e. V., kortweg FC Schalke 04 of S04 is een Duitse voetbalclub uit de wijk Schalke in Gelsenkirchen, uitkomend in de 2. Bundesliga en opgericht in 1904. De club kende zijn succesvolste periode tijdens de jaren dertig. In 1997 wonnen de Königsblauen de UEFA Cup. Sinds 2005 is de Veltins-Arena thuishaven van Schalke 04.
Naast voetbal is Schalke 04 ook een vereniging voor basketbal, handbal, tafeltennis, atletiek en e-sport. Deze sportverenigingen zijn in de wijk Schalke gevestigd. Met circa 186.000 leden in 2024 is de club achter Bayern München en Borussia Dortmund de grootste sportvereniging in Duitsland.
De aartsrivaal van Schalke 04 is Borussia Dortmund. De 'Kohlenpottderby' is de grootste en meest beladen derby in Duitsland.

## Geschiedenis

### Beginperiode
FC Schalke 04 werd op 4 mei 1904 opgericht door enkele jeugdige mijnwerkers, destijds onder de naam Westfalia Schalke. De club speelde aanvankelijk met rood-gele kleuren. De ploeg nam de eerste jaren niet deel aan officiële kampioenschappen. De club kon niet toetreden tot de voetbalbond omdat er te veel clubs waren en er een opnamestop was. In Schalke was in deze tijd SuS Schalke 96 de grote club, die in de hoogste klasse speelde. In 1912 fuseerde de club met turnvereniging Schalker Turnverein 1877, de voetbalafdeling bleef wel zelfstandig. Door deze fusie kon de arbeidersclub zich aansluiten bij Duitse voetbalbond (DFB). Na het uitbreken van de Eerste Wereldoorlog werden in 1914 de activiteiten gestaakt. Een jaar later werd er opnieuw gevoetbald tot 1917 toen de oorlog opnieuw tot stoppen leidde.
Op 24 juli 1919 fuseerde de club volledig met Schalker TV 1877 en de nieuwe naam werd Turn- und Sportverein Schalke 1877, nu werden ook de huidige blauw-witte clubkleuren aangenomen. Ernst Kuzorra speelde op 25 mei 1919 zijn eerste wedstrijd voor de club tegen Erler SV 08, toen nog geen opmerkelijke gebeurtenis, maar Kuzorra zou later nog de landstitel pakken met de club en werd een sterspeler. In 1920 telde TuS vijf seniorenelftallen en vier jeugdelftallen, dat jaar promoveerde het eerste elftal naar de A-klasse, de tweede klasse.
In 1922 speelde de club voor het eerst een internationale wedstrijd tegen de Oostenrijkse bekerwinnaar Wiener AF en verloor die met een klein verschil (1-2).
De Duitse overheid was geen voorstander van sportverenigingen die zowel in balsporten als in turnen actief waren en in 1923 en 1924 werden de meeste clubs in Duitsland gescheiden, zo ook bij TuS Schalke 1877. De voetballers splitsten zich af als FC Schalke 04.

### Bloeiperiode
In 1925 werd voormalige international Heinz Ludewig trainer van de club en hij leidde zijn elftal in 1926 naar de titel, waardoor de club voor het eerst promoveerde naar de hoogste klasse van de Ruhrcompetitie. De sportieve resultaten van plaatselijke rivaal Schalke 96 waren de afgelopen jaren bergaf gegaan en de sterke clubs van Gelsenkirchen waren nu SC Gelsenkirchen 07 en SV Union 1910 Gelsenkirchen. Samen met Schalke promoveerde ook BV Borussia 09 Dortmund voor het eerst naar de elite, niemand wist aan de start van het seizoen dat beide promovendi zouden uitgroeien tot de succesvolste clubs van Duitsland, al degradeerde Dortmund meteen en zou deze club pas tien jaar later in opmars komen. Schalke daarentegen pakte meteen de groepswinst.
De club won veertien van zijn zestien wedstrijden en verloor geen enkele keer. De voorsprong op Union 1910 bedroeg twaalf punten. In de finale om de titel tegen BV Altenessen 06 won de club zuinig met 1-0 en na een gelijkspel in de terugwedstrijd kroonde de promovendus zich tot kampioen en ging zo naar de West-Duitse eindronde. In een groepsfase werd Schalke tweede achter Duisburger SpV en kwalificeerde zich hierdoor ook voor de nationale eindronde. De club werd echter meteen verslagen door TSV 1860 München. De euforie na dit uitzonderlijke seizoen was groot, waardoor er besloten werd om een nieuw stadion te bouwen. Ernst Kuzzora werd geselecteerd voor het nationale elftal en was zo de eerste Schalkespeler die daarin slaagde.
Het volgende seizoen werd de club opnieuw kampioen van de Ruhr na een overwinning in de finale op Schwarz-Weiß Essen. In de eindronde werd de club derde, maar maakte wel nog kans op de nationale eindronde door een testwedstrijd te spelen tegen de winnaar van de vicekampioenengroep, toevallig was dit SW Essen dat opnieuw het onderspit moest delven. In de eindronde verloor Schalke nu van Hamburger SV.
Door de sportieve opmars van de Königsblauen werd in 1928 een nieuw stadion in gebruik genomen, de Glückauf-Kampfbahn, dat ingewijd werd met een prestigewedstrijd tegen Tennis Borussia Berlin. Doordat de stad Gelsenkirchen het stadion betaald had, werd de naam van de club nu voluit FC Gelsenkirchen-Schalke 04. Schalke werd opnieuw Ruhrkampioen en in de eindronde, die in twee fases gespeeld werd, kon de club ook de titel behalen. In de nationale eindronde, kon de club voor het eerst winnen, tegen Wacker 1895 Leipzig, maar verloor dan in de kwartfinale van Hertha BSC.
De spelers werden zwaar door Schalke 04 betaald, zodat het team bij elkaar bleef; in die periode was professionalisme in sport echter niet gewenst. De DFB greep in 1930 en Schalke 04 werd het jaar erop voor bijna een half jaar geschorst. Dat resulteerde in een slecht resultaat in de competitie, waar de club gedeeld met Schalke 96 op een zesde plaats eindigde. De club bleef ondanks alles echter populair en speelde na de schorsing zijn eerste (vriendschappelijke) wedstrijd tegen Düsseldorfer TSV Fortuna 1895 voor 70.000 toeschouwers.
Het volgende seizoen herpakte de club zich en werd weer Ruhrkampioen. Nadat ook de West-Duitse titel behaald werd, kon de club op nationale vlak voor het eerst doordringen tot de halve finale, na overwinningen op Plauener SuBC 1905 en Hamburger SV. Eintracht SG Frankfurt was echter te sterk voor de club in de halve finale. In 1933 won de club opnieuw de West-Duitse titel in de finale tegen Fortuna Düsseldorf. Na overwinningen tegen BFC Viktoria 1889, FSV Frankfurt en TSV 1860 München stond de club voor het eerst in de finale om de landstitel en opnieuw tegenover Fortuna. Deze keer was het Düsseldorf dat aan het langste eind trok en met 3-0 won.

### Gauliga
In 1933 kwamen de nationaalsocialisten aan de macht in Duitsland en werd ook het Duitse voetbal gereorganiseerd. De West-Duitse bond en zijn acht competities werden ontbonden en maakten plaats voor drie Gauliga's. Schalke kwam terecht in de Gauliga Westfalen, een van de zestien regionale divisie op het hoogste niveau. Na jaren lokale dominantie begon nu ook een succesvolle periode voor Schalke 04 op nationaal niveau. Vanaf dat jaar tot en met 1942 won de club 14 van de 18 nationale finales - de tien finales van het Duitse kampioenschap en de acht van de Tschammerpokal', de voorloper van de DFB-Pokal. Zes keer werd Schalke landskampioen en het pakte in 1938 ook een Duitse Beker.
Na een overtuigende titel in de Gauliga plaatste de club zich voor de hernieuwde eindronde. Enkel de kampioenen plaatsten zich en de zestien clubs waren verdeeld over vier groepen van vier clubs, waarvan enkel de winnaars doorstoten naar de halve finale. Schalke plaatste zich en versloeg in de halve finale SV Waldhof Mannheim en plaatste zich voor het tweede jaar op rij voor de finale. Tegenstander was toenmalig recordkampioen 1. FC Nürnberg dat met 2:1 voor de bijl ging waardoor Schalke de eerste landstitel binnen haalde. Het volgende seizoen plaatste Schalke zich opnieuw voor de halve finale en versloeg nu PSV Chemnitz. De titel werd verlengd na een spannende 6-4 overwinning op VfB Stuttgart.
In 1935/36 werd de club Westfaals kampioen met 35 punten van de te behalen 36 en met een doelsaldo van 94-11, een heel stuk meer dan nummer twee Germania 06 Bochum dat een saldo van 37-20 had. In de eindronde eindigde de club samen met PSV Chemnitz op de eerste plaats in de groep en ging door omdat ze een beter doelsaldo hadden. Nürnberg stak een stokje voor een derde opeenvolgende titel en versloeg de club. Er was wel nog een wedstrijd om de derde plaats die Schalke glansrijk met 8-1 won van Vorwärts RaSpo Gleiwitz. Ook het volgende seizoen tekende de club present in de halve finale en zette VfB Stuttgart opzij. In de finale nam de club weerwraak op Nürnberg door met 2-0 te winnen en de derde titel binnen te halen.
In 1937/38 glipte de club opnieuw door de mazen van het net door een beter doelsaldo dan VfR Mannheim, dat evenveel punten telde als Schalke. In de halve finale werd Fortuna Düsseldorf opzij gezet. In de finale nam de club het op tegen Hannover 96. Na de rust stond het 0-2 en een vierde titel leek binnen handbereik, echter werd het 3-3 na verlengingen. Omdat er in deze tijd nog geen strafschoppen bestonden om een wedstrijd te beslissen, werd een week later een replay gespeeld. Na 90 minuten stond het opnieuw 3-3 en in de verlengingen kon Hannover scoren waardoor ze de titel wonnen.
Ook het volgende seizoen plaatste de club zich voor de halve finale, waarin Dresdner SC opzij gezet werd. In de finale stond de club tegenover een totaal nieuwe tegenstander. Na de Anschluss werd ook de Oostenrijkse competitie als Gauliga geïntegreerd in de Duitse. SK Admira Wien slaagde erin de finale te bereiken, maar werd totaal vernederd door Schalke, dat met 9-0 won. In 1939/40 werd Waldhof Mannheim verslagen en in de finale Dresdner SC waardoor de vijfde titel een feit was. Het volgende jaar versloeg de club VfL Köln 1899 in de halve finale en kwam in de finale opnieuw tegenover een Oostenrijkse club te staan, deze keer trok SK Rapid Wien aan het langste eind en versloeg de club met 4-3, terwijl Schalke aan de rust met 0-2 voorstond.
Vanaf 1941/42 werd de eindronde geherstructureerd wegens de perikelen in de Tweede Wereldoorlog en er werd nu volledig in knock-outfase gespeeld. Na overwinningen op FV Stadt Düdelingen, 1. FC Kaiserslautern, SG SS Straßburg en Kickers Offenbach werd de finale bereikt tegen de oudste Oostenrijkse club, First Vienna FC 1894. Schalke won met 2-0. Het volgende seizoen werden SV 06 Kassel en SpVgg Wilhelmshaven opzij gezet, maar in de kwartfinale gebeurde iets wat niemand voor mogelijk hield. Holstein Kiel kegelde Schalke met 4-1 eruit, waardoor de club voor het eerst sinds 1932 niet in de finale om de titel stond. In de laatste oorlogseindronde won de club van TuS Neuendorf en liep dan opnieuw een blamage op in de tweede ronde door te verliezen van de oorlogsfusieclub KSG SpV/TuS Duisburg 48/99. In 1944/45 werd de competitie na enkele wedstrijden stopgezet.
Die Königsblauen behaalden ook regelmatig de finale van de Tschammerpokal, maar waren daar iets minder succesvol. Schalke verloor de eerste Tschammerpokal ooit met 0-2 aan Nürnberg en faalde ook in 1936, 1941 en 1942 in de finale. In 1937 behaalde Schalke zijn toen enige Beker tegen Düsseldorf.
Schalke speelde in het dozijn seizoenen van 1933 tot 1945 indrukwekkende resultaten bijeen. De club won 162 van zijn 189 Gauliga matchen, speelde 21 keer gelijk en verloor slechts 6 maal. Men scoorde 924 doelpunten en incasseerde er slechts 145. Van 1935 tot 1939 verloor Schalke geen enkele wedstrijd. De dominantie van de club in die periode zorgde ervoor dat ze soms door het naziregime werden gebruikt als propaganda voor het "nieuwe Duitsland", dit hoewel veel spelers afstamden van Poolse immigranten, zoals de twee sterren van het team, Fritz Szepan en Ernst Kuzorra.

### Oberliga
In de chaos in Duitsland op het einde van de Tweede Wereldoorlog speelde Schalke in 1945 slechts twee wedstrijden. Schalke pakte echter daarna de draad weer op. Ze zetten een record neer in een nationaal kampioenschap na een 20-0-zege tegen SpVgg Herten, maar dat duidde ook op de verzwakte toestand van het Duitse voetbal. Schalke verzwakte zelf echter ook en het beste resultaat was een zesde plaats in de nieuwe Oberliga West in 1947, binnen twee jaar tijd zakten ze naar een twaalfde plaats. Het duurde tot de jaren vijftig eer het weer beter ging. Ze eindigden in 1954 derde in de Oberliga West, na een strijd tot op de laatste speeldag van het seizoen voor de titel. Het jaar erop speelde men weer de finale van de Duitse Beker, maar die verloor men met 2-3 van Karlsruher SC. Uiteindelijk werd in 1958 een nieuwe Duitse titel behaald, met een 3-0-overwinning tegen Hamburger SV, de laatste landstitel voor Schalke tot nu toe.

### Bundesliga
Schalke bleef de volgende jaren goed spelen en eindigde een aantal maal in de top vier. Door deze resultaten verdiende de club toegang tot de Bundesliga, de nieuwe Duitse profliga die in 1963 werd gecreëerd.
De eerste jaren in de Bundesliga verliepen moeilijk. In 1965 kon Schalke slechts aan de degradatie ontsnappen, doordat de competitie net toen uitgebreid werd naar achttien teams en een overwinning in een play-off ronde tegen Karlsruher SC en Hertha BSC. Er volgende nog enkele lage noteringen tot het weer beter ging en men in 1972 uiteindelijk tweede eindigde na Bayern München, nadat men een groot deel van het seizoen op kop had gestaan. Datzelfde jaar won Schalke zijn tweede Duitse Beker.
Ondanks de betere resultaten, kreeg de club ook met minder aangename zaken te maken die periode. Een aantal van de spelers en officials van de club werden beschuldigd van het aanvaarden van smeergeld in het grote schandaal in de Bundesliga in 1971. Uit onderzoek bleek dat Schalke opzettelijk de wedstrijd van de 28ste speeldag op 17 mei tegen Arminia Bielefeld met 0-1 verloor. Verschillende spelers van Schalke werden levenslang geschorst, waaronder drie Duitse internationals uit die tijd - Klaus Fischer, "Stan Libuda" en Klaus Fichtel. Hoewel de straffen later omgezet werden tot schorsingen van zes maanden tot twee jaar, had het schandaal zijn sporen nagelaten op wat een van de dominante Duitse clubs uit de jaren 70 kon geworden zijn.
In 1973 verhuisde de club naar het Parkstadion, dat was gebouwd voor het Wereldkampioenschap van 1974 en een capaciteit van 70.000 toeschouwers had. In de nasleep van het schandaal presteerde de club erg onregelmatig. Men behaalde toch een nieuwe tweede plaats in 1977, slechts één puntje na kampioen Borussia Mönchengladbach.
In het begin van de jaren tachtig ging het bergaf en Schalke degradeerde naar de 2. Bundesliga voor het seizoen 1981/82 en opnieuw voor 1983/84. Schalke nam zijn plaats in de hoogste afdeling terug in 1984, en na nog een degradatie in 1988 speelt de club sinds 1991/92 weer in de Bundesliga. De club pakte zijn eerste prijs sinds jaren in de UEFA Cup van 1997 na een overwinning tegen Internazionale na penalty's.
Tegen de millenniumwisseling zette Schalke weer sterke resultaten neer. De club veranderde succesvol in een moderne commerciële sportorganisatie en vestigde zich als een van de dominante Bundesliga-clubs. Schalke won de Duitse Beker in 2001, 2002 en 2011 en eindigde tweede in de Bundesliga in 2001, 2005, 2007, 2010 en 2018. Vooral de tweede plaats in 2001 kwam hard aan, aangezien Bayern München pas dankzij een goal in de blessuretijd op de laatste speeldag tegen Hamburger SV de titel veroverde ten koste van Schalke. Daarnaast bereikte Schalke in het seizoen 2010/2011 de halve finale van de Champions League.
Na 2014 ging het echter langzaam bergaf. De resultaten werden minder, de club eindigde steeds lager op de ranglijst, liep Europees voetbal mis en in het seizoen 2020/21 af naar de degradatiezone. In januari 2021 probeerde de club met enkele versterkingen het tij nog te keren, zo keerde Klaas-Jan Huntelaar terug bij de club. Maar met onder anderen Huntelaar, Sead Kolašinac en Shkodran Mustafi in de ploeg kon degradatie niet meer voorkomen worden. Op 20 april 2021 degradeerde de club officieel naar de 2. Bundesliga. Eind februari 2022 nam de club na vijftien jaar afscheid van hun hoofdsponsor Gazprom omwille van de Russische invasie in Oekraïne. Begin maart 2022 werd bekendgemaakt dat het Duitse bouwconcern Vivawest de nieuwe hoofdsponsor van Schalke 04 was geworden.
Op 7 mei 2022 wist Schalke na 1 seizoen al weer te promoveren naar de Bundesliga. Na een zwaarbevochten 3-2 overwinning tegen FC St. Pauli (0-2 ruststand) was de promotie met nog 1 speelronde te gaan een feit. Een week later, op zondag 15 mei 2022 werd Schalke door een 1-2 zege op bezoek bij 1. FC Nürnberg voor de derde maal in haar bestaan kampioen van de 2. Bundesliga. Simon Terodde werd namens Schalke met 30 doelpunten topscorer van de 2. Bundesliga. In het seizoen 2022/23 eindigde Schalke op de voorlaatste plaats waardoor het alweer degradeerde. In het seizoen 2023/24 maakte Schalke een slechte start in de 2. Bundesliga, waardoor in oktober 2023 Karel Geraerts als hoofdtrainer werd aangetrokken, en in januari 2024 Marc Wilmots als sportief directeur. Deze werden eind september 2024 alweer beiden ontslagen door de club. Daaropvolgend werd Kees van Wonderen aangetrokken als nieuwe hoofdtrainer van de club, met als assistent-trainer Robert Molenaar. Hij werd na Huub Stevens en Fred Rutten de derde Nederlandse trainer bij Schalke.

## Erelijst
| Internationaal           |     |                                                                  |
| UEFA Cup                 | 1x  | 1997                                                             |
| UEFA Intertoto Cup       | 2x  | 2003, 2004                                                       |
| Alpencup                 | 1x  | 1968                                                             |
| Nationaal                |     |                                                                  |
| Duits landskampioenschap | 7x  | 1934, 1935, 1937, 1939, 1940, 1942, 1958                         |
| DFB-Pokal                | 5x  | 1937, 1972, 2001, 2002, 2011                                     |
| Duitse Supercup          | 1x  | 2011                                                             |
| Ligapokal                | 1x  | 2005                                                             |
| Kampioen Ruhr            | 6x  | 1927, 1928, 1929, 1930, 1932, 1933                               |
| Kampioen West-Duitsland  | 4x  | 1929, 1930, 1932, 1933                                           |
| Gauliga Westfalen        | 11x | 1934, 1935, 1936, 1937, 1938, 1939, 1940, 1941, 1942, 1943, 1944 |
| Oberliga West            | 2x  | 1951, 1958                                                       |
| 2.Bundesliga             | 3x  | 1982, 1991, 2022                                                 |

## Stadion

### Veltins-Arena
Schalke 04 speelt zijn thuiswedstrijden sinds 2001 in de Veltins-Arena, dat tot 2005 Arena AufSchalke heette. Vroeger vonden deze in de Glückauf-Kampfbahn en het nabijgelegen Parkstadion plaats. Sponsor Veltins heeft sinds 1 juli 2005 voor vier miljoen euro per jaar de naam overgenomen. Bijzonder is hier de biervoorziening door middel van een vijf kilometer lange ondergrondse pijpleiding. Het stadion biedt plaats aan 62.271 toeschouwers. Tijdens het Europees kampioenschap voetbal 2024 in Duitsland werd het stadion gebruikt als een van de speelsteden. Het stadion droeg toen de naam Arena Auf Schalke.
Op 25 december 2010 stortte door de sneeuwval een gedeelte van het dak in. Er vielen geen gewonden; het stadion was leeg.

## Eerste elftal

### Selectie
| Nr.           | Naam                    | Nationaliteit | Sinds | Contract | Vorige club            |
| ------------- | ----------------------- | ------------- | ----- | -------- | ---------------------- |
| Doelmannen    |                         |               |       |          |                        |
| 1             | Ron-Thorben Hoffmann    | Duitsland     | 2024  | 2027     | Eintracht Braunschweig |
| 28            | Justin Heekeren         | Duitsland     | 2022  | 2026     | Rot-Weiß Oberhausen    |
| 32            | Luca Podlech            | Duitsland     | 2024  | 2025     |                        |
| 34            | Michael Langer          | Oostenrijk    | 2017  | 2025     | Norrköping             |
| –             | Ralf Fährmann           | Duitsland     | 2011  | 2025     | Eintracht Frankfurt    |
| Verdedigers   |                         |               |       |          |                        |
| 2             | Felipe Sánchez          | Argentinië    | 2024  | 2028     | Gimnasia y Esgrima     |
| 4             | Steve Noode             | Kameroen      | 2024  | 2029     |                        |
| 5             | Derry Murkin            | Engeland      | 2023  | 2026     | Volendam               |
| 17            | Adrian Gantenbein       | Zwitserland   | 2024  | 2028     | Winterthur             |
| 21            | Martin Wasinski         | België        | 2024  | 2028     | Charleroi              |
| 22            | Ibrahima Cissé          | Mali          | 2022  | 2026     | Gent                   |
| 26            | Tomáš Kalas             | Tsjechië      | 2023  | 2027     | Bristol City           |
| 30            | Anton Donkor            | Duitsland     | 2024  | 2027     | Eintracht Braunschweig |
| 31            | Taylun Bulut            | Duitsland     | 2024  | 2026     |                        |
| 33            | Vitalie Becker          | Duitsland     | 2024  | 2027     |                        |
| 35            | Marcin Kamiński         | Polen         | 2021  | 2025     | Stuttgart              |
| 36            | Niklas Barthel          | Duitsland     | 2024  | 2025     |                        |
| Middenvelders |                         |               |       |          |                        |
| 6             | Ron Schallenberg        | Duitsland     | 2023  | 2026     | Paderborn              |
| 7             | Paul Seguin             | Duitsland     | 2023  | 2026     | Union Berlin           |
| 14            | Janik Bachmann          | Duitsland     | 2024  | 2027     | Hansa Rostock          |
| 16            | Mauro Zalazar           | Uruguay       | 2024  | 2028     | Granada                |
| 20            | Aris Bayindir           | Duitsland     | 2024  | 2028     | Leipzig                |
| 23            | Mehmet Aydín            | Turkije       | 2021  | 2025     |                        |
| 27            | Lino Tempelmann         | Duitsland     | 2023  | 2026     | Freiburg               |
| 29            | Tobias Mohr             | Duitsland     | 2022  | 2025     | Heidenheim             |
| 37            | Max Grüger              | Duitsland     | 2024  | 2026     |                        |
| 38            | Tristan Osmani          | Oostenrijk    | 2024  | 2027     |                        |
| –             | Dominick Drexler        | Duitsland     | 2021  | 2025     | Köln                   |
| Aanvallers    |                         |               |       |          |                        |
| 8             | Amin Younes             | Duitsland     | 2024  | 2026     | Al-Ettifaq             |
| 9             | Moussa Sylla            | Mali          | 2024  | 2028     | Pau                    |
| 11            | Bryan Lasme             | Frankrijk     | 2023  | 2027     | Arminia Bielefeld      |
| 15            | Emil Højlund            | Denemarken    | 2024  | 2028     | Kopenhagen             |
| 18            | Christopher Antwi-Adjei | Ghana         | 2024  | 2026     | Bochum                 |
| 19            | Kenan Karaman           | Turkije       | 2022  | 2028     | Beşiktaş               |
| 24            | Ilyes Hamache           | Frankrijk     | 2024  | 2028     | Valenciennes           |
| 39            | Peter Remmert           | Duitsland     | 2024  | 2028     | Osnabrück              |

Laatste update: 20 december 2024

## Overzichtslijsten
| Niveau | Aantal | Periode (1947-2026)                                   |
| ------ | ------ | ----------------------------------------------------- |
| I      | 70     | 1947-1981, 1982-1983, 1984-1988, 1991-2021, 2022-2023 |
| II     | 9      | 1981-1982, 1983-1984, 1988-1991, 2021-2022, 2023-.... |

### Eindklasseringen sinds 1964
- 1964 8e
Bundesliga
- 1965 16e
Bundesliga
- 1966 14e
Bundesliga
- 1967 15e
Bundesliga
- 1968 15e
Bundesliga
- 1969 7e
Bundesliga
- 1970 9e
Bundesliga
- 1971 6e
Bundesliga
- 1972 2e
Bundesliga
- 1973 15e
Bundesliga
- 1974 7e
Bundesliga
- 1975 7e
Bundesliga
- 1976 6e
Bundesliga
- 1977 2e
Bundesliga
- 1978 9e
Bundesliga
- 1979 15e
Bundesliga
- 1980 8e
Bundesliga
- 1981 17e
Bundesliga
- 1982 1e
2. Bundesliga
- 1983 16e
Bundesliga
- 1984 2e
2. Bundesliga
- 1985 8e
Bundesliga
- 1986 10e
Bundesliga
- 1987 13e
Bundesliga
- 1988 18e
Bundesliga
- 1989 12e
2. Bundesliga
- 1990 5e
2. Bundesliga
- 1991 1e
2. Bundesliga
- 1992 11e
Bundesliga
- 1993 10e
Bundesliga
- 1994 14e
Bundesliga
- 1995 11e
Bundesliga
- 1996 3e
Bundesliga
- 1997 12e
Bundesliga
- 1998 5e
Bundesliga
- 1999 10e
Bundesliga
- 2000 13e
Bundesliga
- 2001 2e
Bundesliga
- 2002 5e
Bundesliga
- 2003 7e
Bundesliga
- 2004 7e
Bundesliga
- 2005 2e
Bundesliga
- 2006 8e
Bundesliga
- 2007 2e
Bundesliga
- 2008 14e
Bundesliga
- 2009 3e
Bundesliga
- 2010 2e
Bundesliga
- 2011 3e
Bundesliga
- 2012 3e
Bundesliga
- 2013 4e
Bundesliga
- 2014 3e
Bundesliga
- 2015 6e
Bundesliga
- 2016 5e
Bundesliga
- 2017 10e
Bundesliga
- 2018 2e
Bundesliga
- 2019 14e
Bundesliga
- 2020 12e
Bundesliga
- 2021 18e
Bundesliga
- 2022 1e
2. Bundesliga
- 2023 17e
Bundesliga
- 2024 10e
2. Bundesliga
- 2025 14e
2. Bundesliga

- Niveau 1
- Niveau 2

| Legenda niveautijdlijn | Legenda niveautijdlijn      | Legenda niveautijdlijn      | Legenda niveautijdlijn      | Legenda niveautijdlijn    | Legenda niveautijdlijn |
| Liga                   | Seizoen 1963/64 t/m 1973/74 | Seizoen 1974/75 t/m 1993/94 | Seizoen 1994/95 t/m 2007/08 | Seizoen 2008/09 tot heden | Opmerking              |
| ---------------------- | --------------------------- | --------------------------- | --------------------------- | ------------------------- | ---------------------- |
| Bundesliga             | Niveau I                    | Niveau I                    | Niveau I                    | Niveau I                  |                        |
| 2. Bundesliga          | --                          | Niveau II                   | Niveau II                   | Niveau II                 |                        |
| 3. Liga                | --                          | --                          | --                          | Niveau III                |                        |
| Regionalliga           | Niveau II                   | --                          | Niveau III                  | Niveau IV                 |                        |
| Oberliga               | --                          | Niveau III *                | Niveau IV                   | Niveau V                  | * vanaf 1978/79        |

### Seizoensresultaten
| Seizoen | Niveau | Positie | Liga          | Wedstr. | Winst | Gelijk | Verlies | Doelsaldo | Punten | Tsch.gem. | Topscorer                                         | DFB-Pokal    | Opmerkingen                                              |
| ------- | ------ | ------- | ------------- | ------- | ----- | ------ | ------- | --------- | ------ | --------- | ------------------------------------------------- | ------------ | -------------------------------------------------------- |
| 1947-48 | I      | 6       | Oberliga West | 24      | 9     | 6      | 9       | 40-35     | 24     | 16.083    | Herbert Burdenski (12)                            |              |                                                          |
| 1948-49 | I      | 12      | Oberliga West | 30      | 7     | 7      | 12      | 33-43     | 18     | 14.500    | 5 spelers (4)                                     |              |                                                          |
| 1949-50 | I      | 6       | Oberliga West | 30      | 17    | 3      | 10      | 65-55     | 37     | 25.067    | Erwin Ebert (12)                                  |              |                                                          |
| 1950-51 | I      | 1       | Oberliga West | 30      | 18    | 7      | 6       | 69-37     | 42     | 22.667    | Hans Kleina (23)                                  |              | 2e in groep 1 Duits kampioenschap                        |
| 1951-52 | I      | 2       | Oberliga West | 30      | 18    | 4      | 8       | 63-47     | 40     | 22.333    | Berni Klodt (16)                                  |              | 4e in groep 1 Duits kampioenschap                        |
| 1952-53 | I      | 6       | Oberliga West | 30      | 14    | 5      | 11      | 67-49     | 33     | 19.467    | Günter Siebert (15)                               |              |                                                          |
| 1953-54 | I      | 3       | Oberliga West | 30      | 17    | 7      | 7       | 76-51     | 39     | 26.133    | Otto Laszig (16)                                  |              |                                                          |
| 1954-55 | I      | 5       | Oberliga West | 30      | 11    | 8      | 11      | 51-49     | 30     | 17.467    | Helmut Sadlowski (10)                             |              |                                                          |
| 1955-56 | I      | 2       | Oberliga West | 30      | 18    | 5      | 7       | 67-38     | 41     | 16.800    | Helmut Sadlowski (14)                             |              | 2e in groep 1 Duits kampioenschap                        |
| 1956-57 | I      | 4       | Oberliga West | 30      | 15    | 7      | 9       | 76-49     | 37     | 20.533    | Günter Siebert (16)                               |              |                                                          |
| 1957-58 | I      | 1       | Oberliga West | 30      | 17    | 9      | 5       | 74-37     | 41     | 25.933    | Willi Soya (17)                                   |              | Finale Duits kampioenschap 3-0 > Hamburger SV            |
| 1958-59 | I      | 11      | Oberliga West | 30      | 9     | 9      | 12      | 57-52     | 27     | 16.733    | Hans Nowak (13)                                   |              |                                                          |
| 1959-60 | I      | 3       | Oberliga West | 30      | 15    | 5      | 10      | 59-41     | 35     | 22.467    | Waldemar Gerhardt (11)                            |              |                                                          |
| 1960-61 | I      | 3       | Oberliga West | 30      | 11    | 13     | 6       | 59-40     | 35     | 23.867    | Waldemar Gerhardt/ Manfred Berz (13)              | --           |                                                          |
| 1961-62 | I      | 2       | Oberliga West | 30      | 18    | 7      | 5       | 68-40     | 43     | 25.200    | Willi Koslowski (14)                              | --           | 3e in groep 1 Duits kampioenschap                        |
| 1962-63 | I      | 6       | Oberliga West | 30      | 13    | 9      | 8       | 62-43     | 35     | 20.933    | Waldemar Gerhardt (14)                            | halve finale |                                                          |
| 1963–64 | I      | 8       | Bundesliga    | 30      | 12    | 5      | 13      | 51-53     | 29     | 23.933    | Klaus Matischak (18)                              | kwartfinale  |                                                          |
| 1964–65 | I      | 16      | Bundesliga    | 30      | 7     | 8      | 15      | 45-60     | 22     | 26.467    | Waldemar Gerhardt (11)                            | halve finale |                                                          |
| 1965–66 | I      | 14      | Bundesliga    | 34      | 10    | 7      | 17      | 33-55     | 27     | 29.588    | Manfred Kreuz (9)                                 | 8e finale    |                                                          |
| 1966–67 | I      | 15      | Bundesliga    | 34      | 12    | 6      | 16      | 37-63     | 30     | 25.118    | Günther Hermann (8)                               | kwartfinale  |                                                          |
| 1967–68 | I      | 15      | Bundesliga    | 34      | 11    | 8      | 15      | 42-48     | 30     | 22.765    | Hans-Jürgen Wittkamp (12)                         | 8e finale    |                                                          |
| 1968–69 | I      | 7       | Bundesliga    | 34      | 14    | 7      | 13      | 45-40     | 35     | 23.412    | Hans-Jürgen Wittkamp (7)                          | Finale       |                                                          |
| 1969–70 | I      | 9       | Bundesliga    | 34      | 11    | 12     | 11      | 43-54     | 34     | 20.118    | Manfred Pohlschmidt (9)                           | 8e finale    |                                                          |
| 1970–71 | I      | 6       | Bundesliga    | 34      | 15    | 6      | 13      | 44-40     | 36     | 20.676    | Klaus Fischer (15)                                | halve finale |                                                          |
| 1971–72 | I      | 2       | Bundesliga    | 34      | 24    | 4      | 6       | 76-35     | 52     | 28.529    | Klaus Fischer (22)                                | Winnaar      |                                                          |
| 1972–73 | I      | 15      | Bundesliga    | 34      | 10    | 8      | 16      | 46-61     | 28     | 21.412    | Erwin Kremers/ Nico Braun (10)                    | halve finale |                                                          |
| 1973–74 | I      | 7       | Bundesliga    | 34      | 16    | 5      | 13      | 72-68     | 37     | 42.441    | Klaus Fischer (21)                                | 1e ronde     |                                                          |
| 1974–75 | I      | 7       | Bundesliga    | 34      | 16    | 7      | 11      | 52-37     | 39     | 39.988    | Klaus Fischer (17)                                | 3e ronde     |                                                          |
| 1975–76 | I      | 6       | Bundesliga    | 34      | 13    | 11     | 10      | 76-55     | 37     | 34.212    | Klaus Fischer (29)                                | 3e ronde     |                                                          |
| 1976–77 | I      | 2       | Bundesliga    | 34      | 17    | 9      | 8       | 77-52     | 43     | 37.576    | Klaus Fischer (24)                                | 8e finale    |                                                          |
| 1977–78 | I      | 9       | Bundesliga    | 34      | 14    | 6      | 14      | 47-52     | 34     | 35.694    | Klaus Fischer (20)                                | kwartfinale  |                                                          |
| 1978–79 | I      | 15      | Bundesliga    | 34      | 9     | 10     | 15      | 55-61     | 28     | 34.218    | Klaus Fischer (21)                                | 3e ronde     |                                                          |
| 1979–80 | I      | 8       | Bundesliga    | 34      | 12    | 9      | 13      | 40-51     | 33     | 26.265    | Klaus Fischer (7)                                 | halve finale |                                                          |
| 1980–81 | I      | 17      | Bundesliga    | 34      | 8     | 7      | 19      | 43–88     | 23     | 28.506    | Norbert Elgert (10)                               | 1e ronde     |                                                          |
| 1981–82 | II     | 1       | 2. Bundesliga | 38      | 19    | 13     | 6       | 70-35     | 51     | 24.221    | Norbert Janzon (14)                               | 1e ronde     |                                                          |
| 1982–83 | I      | 16      | Bundesliga    | 34      | 8     | 6      | 20      | 48–68     | 22     | 27.882    | Wolfram Wuttke (10)                               | kwartfinale  | PD tegen Bayer 05 Uerdingen 1-3 uit en 1-1 thuis         |
| 1983–84 | II     | 2       | 2. Bundesliga | 38      | 23    | 9      | 6       | 95-45     | 55     | 15.574    | Klaus Täuber (19)                                 | halve finale |                                                          |
| 1984–85 | I      | 8       | Bundesliga    | 34      | 13    | 8      | 13      | 63-62     | 34     | 28.265    | Klaus Täuber (18)                                 | 8e finale    |                                                          |
| 1985–86 | I      | 10      | Bundesliga    | 34      | 11    | 8      | 15      | 53-58     | 30     | 19.008    | Klaus Täuber (168)                                | kwartfinale  |                                                          |
| 1986–87 | I      | 13      | Bundesliga    | 34      | 12    | 8      | 14      | 50-58     | 32     | 23.000    | Jürgen Wegmann (10)                               | 1e ronde     |                                                          |
| 1987–88 | I      | 18      | Bundesliga    | 34      | 8     | 7      | 19      | 48–84     | 23     | 23.041    | Olaf Thon (14)                                    | 1e ronde     |                                                          |
| 1988–89 | II     | 12      | 2. Bundesliga | 38      | 13    | 10     | 15      | 58-51     | 36     | 14.989    | Ingo Anderbrügge (14)                             | 8e finale    |                                                          |
| 1989–90 | II     | 5       | 2. Bundesliga | 38      | 16    | 11     | 11      | 69-51     | 43     | 27.011    | Peter Sendscheid (18)                             | 1e ronde     |                                                          |
| 1990–91 | II     | 1       | 2. Bundesliga | 38      | 23    | 11     | 4       | 64-29     | 57     | 34.637    | Aleksandr Borodyuk (13)                           | 8e finale    |                                                          |
| 1991–92 | I      | 11      | Bundesliga    | 34      | 11    | 12     | 15      | 45–45     | 34     | 47.468    | Ingo Anderbrügge (7)                              | 2e ronde     |                                                          |
| 1992–93 | I      | 10      | Bundesliga    | 34      | 11    | 12     | 11      | 42–43     | 34     | 41.724    | Ingo Anderbrügge (10)                             | 2e ronde     |                                                          |
| 1993–94 | I      | 14      | Bundesliga    | 34      | 10    | 9      | 15      | 38-50     | 29     | 35.501    | Ingo Anderbrügge (9)                              | 3e ronde     |                                                          |
| 1994–95 | I      | 11      | Bundesliga    | 34      | 10    | 11     | 13      | 48–54     | 31     | 39.883    | Hendrik Herzog (8)                                | kwartfinale  |                                                          |
| 1995–96 | I      | 3       | Bundesliga    | 34      | 14    | 14     | 6       | 45–36     | 56     | 38.310    | Martin Max (11)                                   | 8e finale    |                                                          |
| 1996–97 | I      | 12      | Bundesliga    | 34      | 11    | 10     | 13      | 36–40     | 43     | 39.122    | Martin Max (12)                                   | 2e ronde     |                                                          |
| 1997–98 | I      | 5       | Bundesliga    | 34      | 13    | 13     | 8       | 38–32     | 52     | 50.285    | Marc Wilmots (7)                                  | 2e ronde     |                                                          |
| 1998–99 | I      | 10      | Bundesliga    | 34      | 10    | 11     | 13      | 41–54     | 41     | 43.555    | Martin Max/ Youri Mulder (6)                      | 2e ronde     |                                                          |
| 1999–00 | I      | 14      | Bundesliga    | 34      | 8     | 15     | 11      | 42–44     | 39     | 40.543    | Ebbe Sand (14)                                    | 2e ronde     |                                                          |
| 2000–01 | I      | 2       | Bundesliga    | 34      | 18    | 8      | 8       | 65–35     | 62     | 46.599    | Ebbe Sand (22)                                    | Winnaar      | verlies kampioenschap in 90e minuut aan Bayern           |
| 2001–02 | I      | 5       | Bundesliga    | 34      | 18    | 7      | 9       | 52–36     | 61     | 60.440    | Ebbe Sand (11)                                    | Winnaar      |                                                          |
| 2002–03 | I      | 7       | Bundesliga    | 34      | 12    | 13     | 9       | 46–40     | 49     | 60.583    | Victor Agali (7)                                  | 8e finale    |                                                          |
| 2003–04 | I      | 7       | Bundesliga    | 34      | 13    | 11     | 10      | 49–42     | 50     | 61.041    | Ebbe Sand (8)                                     | 2e ronde     |                                                          |
| 2004–05 | I      | 2       | Bundesliga    | 34      | 20    | 3      | 11      | 56–46     | 63     | 61.383    | Ailton (14)                                       | Finale       |                                                          |
| 2005–06 | I      | 4       | Bundesliga    | 34      | 16    | 13     | 5       | 47–31     | 61     | 61.244    | Kevin Kurányi/ Søren Larsen (10)                  | 2e ronde     |                                                          |
| 2006–07 | I      | 2       | Bundesliga    | 34      | 21    | 5      | 8       | 53–32     | 68     | 61.348    | Kevin Kurányi (15)                                | 2e ronde     |                                                          |
| 2007–08 | I      | 3       | Bundesliga    | 34      | 18    | 10     | 6       | 55–32     | 64     | 61.274    | Kevin Kurányi (15)                                | 8e finale    | Finale Ligapokal >FC Bayern München 0-1                  |
| 2008–09 | I      | 8       | Bundesliga    | 34      | 14    | 8      | 12      | 47–35     | 50     | 61.387    | Kevin Kurányi (13)                                | kwartfinale  |                                                          |
| 2009–10 | I      | 2       | Bundesliga    | 34      | 19    | 8      | 7       | 53–31     | 65     | 61.316    | Kevin Kurányi (18)                                | halve finale |                                                          |
| 2010–11 | I      | 14      | Bundesliga    | 34      | 11    | 7      | 16      | 38–44     | 40     | 61.320    | Klaas-Jan Huntelaar (8)                           | Winnaar      | Finale Duitse supercup > FC Bayern München 0-2           |
| 2011–12 | I      | 3       | Bundesliga    | 34      | 20    | 4      | 10      | 74–44     | 64     | 61.218    | Klaas-Jan Huntelaar (29)                          | 8e finale    | Winnaar Duitse supercup > Borussia Dortmund 0-0 (4-3 ns) |
| 2012–13 | I      | 4       | Bundesliga    | 34      | 16    | 7      | 11      | 58–50     | 55     | 61.171    | Klaas-Jan Huntelaar/ Julian Draxler (10)          | 8e finale    |                                                          |
| 2013–14 | I      | 3       | Bundesliga    | 34      | 19    | 7      | 8       | 63–43     | 64     | 61.569    | Klaas-Jan Huntelaar (12)                          | 8e finale    |                                                          |
| 2014–15 | I      | 6       | Bundesliga    | 34      | 13    | 9      | 12      | 42–40     | 48     | 61.578    | Eric Maxim Choupo-Moting/ Klaas-Jan Huntelaar (9) | 1e ronde     |                                                          |
| 2015-16 | I      | 5       | Bundesliga    | 34      | 15    | 7      | 12      | 51–49     | 52     | 61.386    | Klaas-Jan Huntelaar (12)                          | 2e ronde     |                                                          |
| 2016-17 | I      | 10      | Bundesliga    | 34      | 11    | 10     | 13      | 45–40     | 43     | 60.703    | Guido Burgstaller (9)                             | kwartfinale  |                                                          |
| 2017-18 | I      | 2       | Bundesliga    | 34      | 18    | 9      | 7       | 53–37     | 63     | 61.297    | Guido Burgstaller (11)                            | halve finale |                                                          |
| 2018-19 | I      | 14      | Bundesliga    | 34      | 8     | 9      | 17      | 37–55     | 33     | 60.941    | Daniel Caligiuri (7)                              | kwartfinale  |                                                          |
| 2019-20 | I      | 12      | Bundesliga    | 34      | 9     | 12     | 13      | 38–58     | 38     | 46.681    | Suat Serdar (7)                                   | kwartfinale  |                                                          |
| 2020-21 | I      | 18      | Bundesliga    | 34      | 3     | 7      | 24      | 25–86     | 16     | --        | Matthew Hoppe (6)                                 | 8e finale    |                                                          |
| 2021-22 | II     | 1       | 2. Bundesliga | 34      | 20    | 5      | 9       | 72-44     | 65     | 33.528    | Simon Terodde (30)                                | 2e ronde     |                                                          |
| 2022-23 | I      | 17      | Bundesliga    | 34      | 7     | 10     | 17      | 35-71     | 31     | 61.154    | Marius Bülter (11)                                | 2e ronde     |                                                          |
| 2023-24 | II     | 10      | 2. Bundesliga | 34      | 12    | 7      | 15      | 53-60     | 43     | 61.502    | Kenan Karaman (13)                                | 2e ronde     |                                                          |
| 2024-25 | II     | 14      | 2. Bundesliga | 34      | 10    | 8      | 16      | 52-62     | 38     | 61.639    | Moussa Sylla (16)                                 | 2e ronde     |                                                          |

### Schalke 04 in Europa
Schalke 04 speelt sinds 1958 in diverse Europese competities. Hieronder staan de competities en in welke seizoenen de club deelnam. De editie die FC Schalke 04 heeft gewonnen is dik gedrukt:
- Champions League (9x)

2001/02, 2005/06, 2007/08, 2008/09, 2010/11, 2012/13, 2013/14, 2014/15, 2018/19
- Europacup I (1x)

1958/59
- Europa League (3x)

2011/12, 2015/16, 2016/17
- Europacup II (2x)

1969/70, 1972/73
- UEFA Cup (11x)

1976/77, 1977/78, 1996/97, 1997/98, 1998/99, 2002/03, 2003/04, 2004/05, 2005/06, 2006/07, 2008/09
- Intertoto Cup (2x)

2003, 2004
Bijzonderheden Europese competities:
| Bijzonderheid                 | Datum      | Tegenstander       | Uitslag | Plaats        | Naam                | Aantal |
| ----------------------------- | ---------- | ------------------ | ------- | ------------- | ------------------- | ------ |
| Hoogste overwinning           | 25-08-2011 | HJK Helsinki       | 6-1     | Gelsenkirchen |                     |        |
| Hoogste nederlaag             | 12-03-2019 | Manchester City FC | 0-7     | Manchester    |                     |        |
| Speler met meeste wedstrijden | 20-04-2017 |                    |         |               | Benedikt Höwedes    | 66     |
| Speler met meeste doelpunten  | 16-02-2017 |                    |         |               | Klaas-Jan Huntelaar | 31     |

UEFA Club Ranking: -- (02-08-2025)

## Records & Statistieken
Top-5 meest gespeelde wedstrijden
| Nr. | Naam            | Land      | Positie      | Periode               | Aantal |
| --- | --------------- | --------- | ------------ | --------------------- | ------ |
| 1.  | Klaus Fichtel   | Duitsland | Verdediger   | 1965-1980 / 1984-1988 | 559    |
| 2.  | Norbert Nigbur  | Duitsland | Doelman      | 1966-1976 / 1979-1983 | 458    |
| 3.  | Olaf Thon       | Duitsland | Middenvelder | 1983-1988 / 1994-2002 | 384    |
| 4.  | Gerald Asamoah  | Duitsland | Aanvaller    | 1999-2010 / 2013-2014 | 381    |
| 5.  | Rolf Rüssmann†  | Duitsland | Middenvelder | 1969-1973 / 1974-1980 | 374    |
| 5.  | Bernhard Klodt† | Duitsland | Aanvaller    | 1943-1948 / 1950-1962 | 374    |

Top-5 doelpuntenmakers
| Nr. | Naam                | Land       | Periode               | Aantal |
| --- | ------------------- | ---------- | --------------------- | ------ |
| 1.  | Klaus Fischer       | Duitsland  | 1970-1981             | 226    |
| 2.  | Bernhard Klodt†     | Duitsland  | 1943-1948 / 1950-1962 | 141    |
| 3.  | Klaas-Jan Huntelaar | Nederland  | 2010-2017 / 2021      | 128    |
| 4.  | Ebbe Sand           | Denemarken | 1999-2006             | 103    |
| 5.  | Ingo Anderbrügge    | Duitsland  | 1988-1999             | 88     |

- t/m 02-08-2025

## Bekende (oud-)Konigsblauen

### Spelers
- Hamit Altıntop
- Gerald Asamoah
- Mike Büskens
- Simon Cziommer
- Julian Draxler
- René Eijkelkamp
- Jefferson Farfán
- Klaus Fichtel
- Klaus Fischer
- Leon Goretzka
- Franz Hasil
- Benedikt Höwedes
- Klaas-Jan Huntelaar
- Kevin Kurányi
- Jens Lehmann
- Max Meyer
- Émile Mpenza
- Youri Mulder
- Matija Nastasić
- Manuel Neuer
- Alexander Nübel
- Mesut Özil
- Christian Poulsen
- Ivan Rakitić
- Raúl
- Leroy Sané
- Olaf Thon
- Marc Wilmots
- Marco van Hoogdalem

### Trainers
- Jörg Berger
- Karel Geraerts
- Jupp Heynckes
- Felix Magath
- Ralf Rangnick
- Fred Rutten
- Mirko Slomka
- Huub Stevens
- Domenico Tedesco
- David Wagner
- Kees van Wonderen

## Clublied
Het officiële clublied van Schalke 04 is "Blau und Weiß, wie lieb ich Dich". Het lied, dat de clubkleuren blauw en wit bejubelt, werd geschreven in 1924. In de zomer van 2009 ontstond er een klein relletje over het lied. Binnen korte tijd stroomden er plots honderden klachtmails bij de club binnen van moslims die aanstoot namen aan de tekst van het tweede couplet, waarin over de islamitische profeet Mohammed gezegd wordt dat hij geen verstand van voetbal had, maar wel van de clubkleuren blauw en wit. De club won hierop advies in bij onder anderen Bulent Ucar, islamgeleerde aan de universiteit van Osnabrück, die stelde dat het liedje 'objectief juist' is, want "er was eenvoudigweg nog geen voetbal in de zevende eeuw." De schrijver van het liedje stond ook niet bekend als islamcriticus, maar had zich destijds laten inspireren door een ouder volksliedje, dat Mohammed omschreef als iemand die veel van kleuren af wist. Ook Aiman Mazyek, de voorzitter van de Centrale Raad voor Moslims in Duitsland, zag het lied niet als godslastering. Hij vermoedde dat de racistische moord op een Egyptische vrouw in Dresden, enkele maanden ervoor, de aanleiding was voor de protesten.